# Sega Meganet
Sega Meganet var en onlinetjänst till Sega Mega Drive. Tjänsten introducerades i Japan den 3 november 1990 och i Brasilien 1995.
Tjänsten skapades som ett svar på Nintendos Famicom Modem.

### Fotnoter
1. ↑  Adam Redsell (20 maj 2012). ”Sega a Soothsayer of the Games Industr” (på engelska). IGN. http://www.ign.com/articles/2012/05/20/sega-a-soothsayer-of-the-games-industry. Läst 18 maj 2015.
2. ↑  ”Other Sega Systems” (på engelska). TV Tropes. Arkiverad från originalet den 21 maj 2015. https://web.archive.org/web/20150521043941/http://tvtropes.org/pmwiki/pmwiki.php/Main/OtherSegaSystems. Läst 18 maj 2015.
3. ↑  Ken Horowitz (10 november 2006). ”Disconnected: The Telegenesis Modem” (på engelska). Sega-16. http://www.sega-16.com/2006/11/disconnected-the-telegenesis-modem/. Läst 18 maj 2015.